# 朴栽弘
朴 栽弘（박재홍、パク・チェホン、1973年9月7日 - ）は、大韓民国・光州広域市出身の元プロ野球選手。

## 経歴

### アマチュア時代
1992年、高校3年の時に出身地光州広域市を本拠地とするヘテ・タイガースに1次ドラフトで指名されたが、これを拒否し延世大学校へ進学した。
卒業後も、ヘテへの入団を拒否し、社会人野球の現代フェニックスに入団が内定されていた。
1995年シーズンオフ、現代グループが当時の太平洋ドルフィンズを買収し、現代ユニコーンズとして韓国野球委員会に参入したが、ヘテ・タイガースが彼に対する永久交渉権を持っており、彼は依然としてヘテに対する拒否の姿勢を崩さなかったため、プロ入りは難航していた。そのため、現代ユニコーンズはヘテとの協議を経て、一旦朴をヘテに入団させてから、現代が補償選手として崔尚徳を出す条件で、トレードで現代ユニコーンズに入団させることにした。ヘテとの契約条件は朴と現代ユニコーンズで合意した内容であった。
当時の韓国プロ野球ではドラフトの指名権のトレードは認められなかったが、指名して入団させた新人のトレードを制限するルールがなかったため、このように変則的な形を通して事実上のドラフトの上位指名権のトレードを行った。やがてこのような事例が複数発生したため論議の対象になり、以後このような形のトレードは認められないことになったが2020年より1年間につき最大2名までと条件付きで再び認められている。

### 現代時代
プロ1年目から走攻守に秀でたその才能を発揮し、韓国プロ野球史上初の新人における30本塁打、30盗塁を達成し、さらに本塁打王、打点王の2冠のタイトルを獲得、新人王にも輝いた（2017年シーズン終了時点で30本塁打は韓国プロ野球の新人選手本塁打数のシーズン記録）。
その後も現代の主力打者として活躍し、1998年に韓国シリーズ優勝に貢献すると、2度目の2000年にはトリプルスリーも達成した上でシリーズ優勝に貢献した。
だが2001年、2002年はやや成績を落とした。

### 起亜時代
2003年に鄭成勲との1対1トレードで、あいにくも頑なに入団を拒否してきた起亜タイガースに放出された。
同年こそ打率3割を記録し、起亜もレギュラーシーズン2位と優勝戦線に残ったが翌2004年は怪我などでプロ入り後自己最低の73試合にしか出場できなかった上、愛着のないチームに移籍された所為か怠慢と見られるプレイが目立ち、チームの和を乱すと批判された。
このような時に朴本人までもトレードでの他球団移籍を要求したため、2005年に金熙杰との交換でSKワイバーンズにトレードされた。

### SK時代
プロ生活をスタートしたかつての現代の本拠地の仁川広域市を本拠地としているSKに移籍した朴栽弘は復活を遂げ、同年は打率3割を記録し史上初となる通算200本塁打、200盗塁も達成した。
その後もSKの主力外野手として活躍を続け、2007年、2008年の韓国シリーズ2連覇にも貢献した。
また2009年には史上初となる通算250本塁打、250盗塁を達成した。
しかし2010年以降は年齢による衰えにより出場機会が減りはじめた。
2011年12月にはプロ野球選手会会長に就任した。
2012年10月3日の対LGツインズ戦で、左翼席へ本塁打を放ち、韓国プロ野球史上通算7人目の300本塁打を記録した。
同年オフにSKをから引退勧告を受けるがこれを拒否して自由契約になった。しかし移籍先は見つからず、2013年1月、現役引退を表明した。

### 引退後
同年より野球解説者に転身した。
2013年4月20日、SKの本拠地・文鶴野球場で引退セレモニーを開催する予定だったが試合が雨天中止となったため、5月18日に行われた。
だがこの日もまた雨に降られ、7回途中で降雨コールドゲームとなったロッテジャイアンツ戦終了後の引退セレモニーは土砂降りの中で進行となった。

## プレースタイル・人物
打席に立つと、応援席からは「豪打俊足（ホタジュンジョク）、パクチェホン！」のコールが響くことでもよく知られている。また、SKの本拠地文鶴野球場の1塁側内野席1階の上には、朴栽弘の通算本塁打、盗塁数を示す記録ボードが掲げられている。
国際大会の経験も豊富で、アジア大会の野球韓国代表として1998年、2002年の韓国代表の2連覇にも貢献し、2006年大会にも出場し3大会連続出場となった。五輪には2000年シドニー五輪にのみ出場している。
アテネ五輪はアジア地区予選に出場したが、韓国代表が予選敗退したため出場はならなかった。2009 ワールド・ベースボール・クラシックの予備選手だったが、最終エントリーには登録されなかった。
国際大会で好成績を残していることもあり、「リトルキューバ」のニックネームがある。
本貫は咸陽朴氏。

## 詳細情報

### 年度別打撃成績
| 年 度     | 球 団     | 試 合 | 打 席 | 打 数 | 得 点 | 安 打 | 二 塁 打 | 三 塁 打 | 本 塁 打 | 塁 打 | 打 点 | 盗 塁 | 盗 塁 死 | 犠 打 | 犠 飛 | 四 球 | 敬 遠 | 死 球 | 三 振 | 併 殺 打 | 打 率 | 出 塁 率 | 長 打 率 | O P S |
| --------- | --------- | ----- | ----- | ----- | ----- | ----- | -------- | -------- | -------- | ----- | ----- | ----- | -------- | ----- | ----- | ----- | ----- | ----- | ----- | -------- | ----- | -------- | -------- | ----- |
| 1996      | 現代      | 126   | 547   | 481   | 75    | 142   | 29       | 4        | 30       | 269   | 108   | 36    | 17       | 0     | 6     | 53    | 7     | 7     | 107   | 7        | .295  | .369     | .559     | .929  |
| 1997      | 現代      | 96    | 403   | 331   | 77    | 108   | 16       | 0        | 27       | 205   | 69    | 22    | 14       | 0     | 2     | 66    | 10    | 4     | 59    | 5        | .326  | .442     | .619     | 1.061 |
| 1998      | 現代      | 119   | 507   | 428   | 86    | 114   | 25       | 2        | 30       | 233   | 84    | 43    | 19       | 0     | 4     | 66    | 7     | 9     | 83    | 13       | .266  | .373     | .544     | .917  |
| 1999      | 現代      | 129   | 572   | 482   | 83    | 142   | 27       | 1        | 24       | 243   | 98    | 17    | 13       | 0     | 5     | 79    | 6     | 6     | 85    | 10       | .295  | .397     | .504     | .901  |
| 2000      | 現代      | 132   | 572   | 489   | 101   | 151   | 31       | 5        | 32       | 288   | 115   | 30    | 14       | 0     | 12    | 64    | 5     | 7     | 77    | 15       | .309  | .388     | .589     | .977  |
| 2001      | 現代      | 127   | 570   | 489   | 75    | 139   | 20       | 3        | 18       | 219   | 80    | 7     | 7        | 0     | 5     | 74    | 2     | 2     | 86    | 12       | .284  | .377     | .448     | .825  |
| 2002      | 現代      | 112   | 481   | 432   | 57    | 120   | 24       | 0        | 15       | 189   | 67    | 12    | 8        | 0     | 4     | 41    | 2     | 4     | 94    | 10       | .278  | .343     | .438     | .781  |
| 2003      | 起亜      | 108   | 461   | 392   | 71    | 118   | 15       | 5        | 19       | 200   | 66    | 14    | 9        | 6     | 2     | 60    | 1     | 1     | 84    | 11       | .301  | .393     | .510     | .904  |
| 2004      | 起亜      | 73    | 226   | 186   | 29    | 47    | 9        | 1        | 7        | 79    | 29    | 7     | 5        | 2     | 3     | 35    | 2     | 0     | 37    | 8        | .253  | .366     | .425     | .791  |
| 2005      | SK        | 109   | 495   | 421   | 76    | 128   | 21       | 1        | 18       | 205   | 63    | 22    | 10       | 2     | 3     | 67    | 2     | 2     | 78    | 10       | .304  | .400     | .487     | .887  |
| 2006      | SK        | 124   | 529   | 452   | 61    | 117   | 22       | 1        | 18       | 195   | 73    | 22    | 8        | 2     | 6     | 87    | 4     | 6     | 87    | 13       | .259  | .353     | .431     | .784  |
| 2007      | SK        | 115   | 400   | 347   | 53    | 97    | 19       | 1        | 17       | 169   | 54    | 10    | 7        | 1     | 7     | 41    | 6     | 4     | 52    | 5        | .280  | .356     | .487     | .843  |
| 2008      | SK        | 112   | 471   | 396   | 66    | 126   | 26       | 2        | 19       | 213   | 72    | 5     | 6        | 0     | 3     | 69    | 4     | 3     | 66    | 14       | .318  | .420     | .538     | .958  |
| 2009      | SK        | 113   | 376   | 315   | 53    | 85    | 12       | 0        | 12       | 133   | 46    | 15    | 4        | 4     | 4     | 45    | 2     | 8     | 57    | 7        | .270  | .371     | .422     | .793  |
| 2010      | SK        | 82    | 219   | 191   | 22    | 42    | 7        | 0        | 8        | 73    | 27    | 1     | 2        | 3     | 1     | 23    | 0     | 1     | 34    | 6        | .220  | .306     | .382     | .688  |
| 2011      | SK        | 74    | 187   | 161   | 11    | 30    | 8        | 0        | 1        | 41    | 12    | 4     | 1        | 7     | 4     | 15    | 0     | 0     | 36    | 2        | .186  | .250     | .255     | .505  |
| 2012      | SK        | 46    | 120   | 104   | 16    | 26    | 5        | 0        | 5        | 46    | 18    | 0     | 1        | 0     | 1     | 14    | 0     | 1     | 25    | 3        | .250  | .342     | .442     | .784  |
| KBO：17年 | KBO：17年 | 1797  | 7136  | 6097  | 1012  | 1732  | 316      | 26       | 300      | 3000  | 1081  | 267   | 145      | 27    | 72    | 875   | 60    | 65    | 1147  | 151      | .284  | .376     | .492     | .868  |

- 各年度の太字はリーグ最高

### 背番号
- 62 （1996年 - 2012年）

### タイトル・表彰
- 新人王（朝鮮語版）（1996年）
- 本塁打王：1回（1996年）
- 打点王（朝鮮語版）：2回（1996年、2000年）
- ゴールデングラブ賞：4回（1996年、1997年、1998年、2000年）